# Viehauseralm
Die Viehauseralm (auch Viehhauseralm) ist eine Alm in der Gemeinde Bad Gastein im österreichischen Bundesland Salzburg.

## Lage und Charakteristik

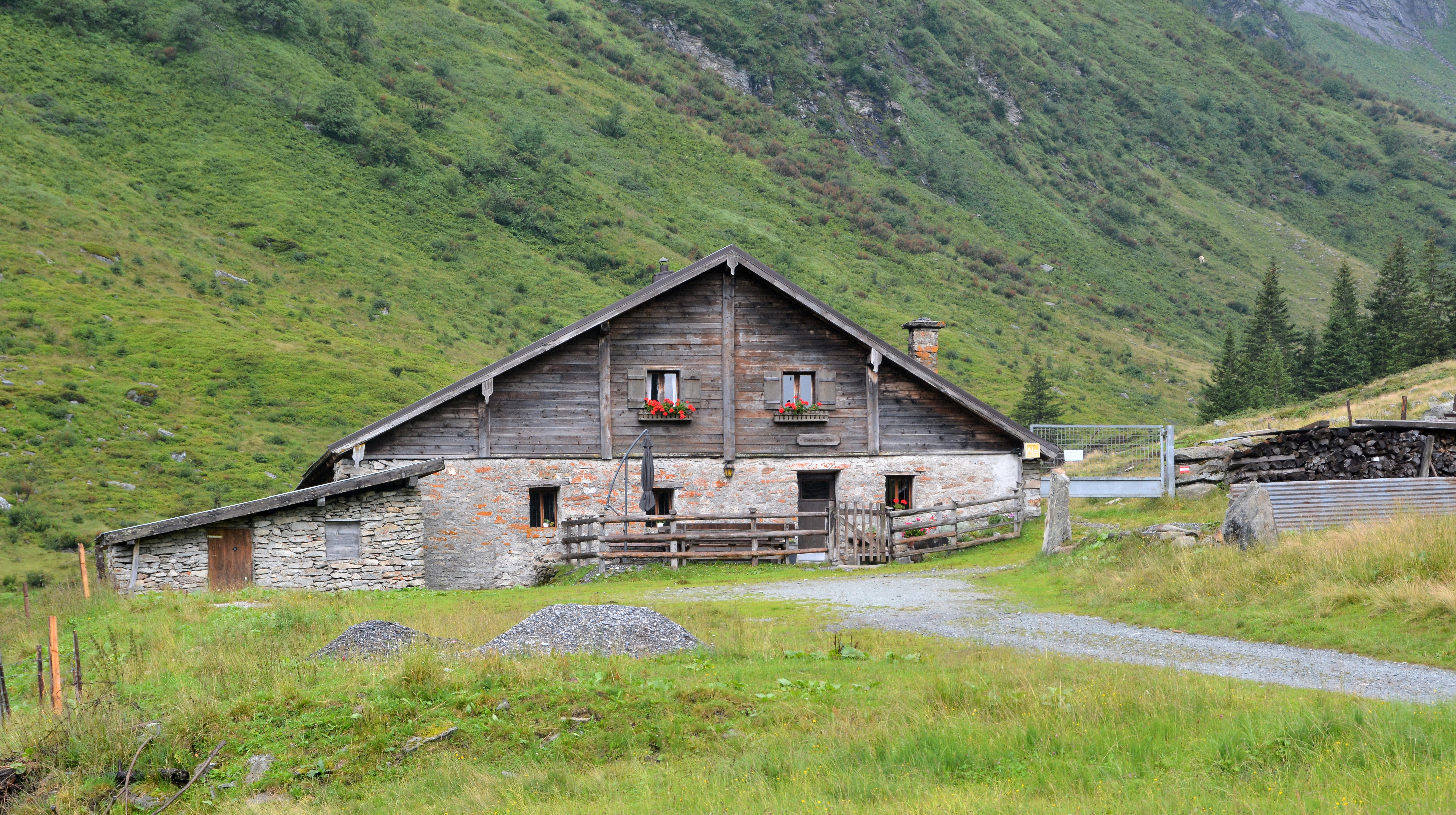
Almhütte der Viehauseralm

Die Viehauseralm liegt im Naßfelder Tal an den südöstlichen Hängen des Kolmkarspitzes in der Goldberggruppe. Sie gehört zur Ortschaft Bad Gastein, zur Katastralgemeinde Böckstein und zum Landschaftsschutzgebiet Gasteiner-Tal. Südlich der Alm fließt mit dem Siglitzbach ein linker Nebenbach der Nassfelder Ache. Über die Viehauseralm verläuft der Weitwanderweg Arnoweg, der hier zwischen Sportgastein und dem Niedersachsenhaus Hermann-Bahlsen-Weg heißt. Hermann Bahlsen war der Gründer des Backwarenunternehmens Bahlsen, das die Errichtung des Weges anlässlich der Erbauung des Niedersachsenhauses 1924 finanzierte.
Eine Almhütte steht auf einer Höhe von 1625 m ü. A. Rückseitig schließt ein Stall an. Die Viehauserhütte wird witterungsabhängig von Ende Mai bis Mitte Oktober als Jausenstation bewirtschaftet. Über die Viehauseralm erfolgt ein Almabtrieb von Schafen aus höher gelegenen Regionen. Sie ist von eingefriedeten Angern umgeben. Die Lesesteinriegel und Trockenmauern auf dem Areal sind Biotope, denen ein sehr großer ökologischer Wert beigemessen wird. Auf feuchten Almweiden in der Gegend wachsen der Blaugrüne Schwaden (Glyceria declinata) und die Lederblättrige Rose (Rosa caesia). Nördlich der Alm erstrecken sich ein Grünerlen-Buschwald und eine Gamswild-Ruhezone, die von 1. Dezember bis 31. Mai nicht betreten werden darf.

## Geschichte
Die Alm hieß früher Bräuer Alpe, so auch im von 1823 bis 1830 erstellten Franziszeischen Kataster, wo sie mit zwei Gebäuden verzeichnet ist. Später wurde sie auch als Moser-Hütte bezeichnet. Im 19. Jahrhundert gab es ein Wasserrad bei der Hütte, mit dem ein Butterfass betrieben wurde. Ab etwa 1920 trägt das Areal den Namen Viehauseralm.